# Otto Waldmann
Otto Willy Waldmann (* 2. Oktober 1885 in Pforzheim; † 10. März 1955 in Köln) war ein deutscher Tiermediziner und Virologe mit dem Spezialgebiet Tierseuchen sowie Hochschullehrer.

## Leben
Otto Waldmann studierte zwischen 1904 und 1909 Veterinärmedizin in Greifswald und Stuttgart. Er wurde 1913 am Veterinärmedizinischen Kollegium der Medizinischen Fakultät Gießen promoviert. Waldmann war Mitglied der Corps im Rudolstädter Senioren-Convent Saxo-Thuringia München und Vandalia Königsberg. Später schloss er sich noch dem Corps Marchia Greifswald und dem Corps Irminsul an.
Von 1910 bis 1919 arbeitete Waldmann als Assistent am Hygienischen und am Pathologischen Institut der Tierärztlichen Hochschule Berlin. 1918 nahm er als Oberveterinär am Ersten Weltkrieg teil. 1919 erhielt er den Auftrag, die von Friedrich Loeffler begonnenen Arbeiten auf der Insel Riems fortzusetzen. Er wurde Leiter der 1910 gegründeten „Forschungsanstalt Insel Riems“ und führte sie als „Staatliche Forschungsanstalt“ und – inzwischen als Präsident – ab 1943 als „Reichsforschungsanstalt Insel Riems“. Seine Haupttätigkeit lag in der Forschung um die Maul- und Klauenseuche sowie in der Produktion eines MKS-Hochimmunserums. Während dieser Tätigkeit entwickelte Waldmann 1938 mit die „Riemser Maul- und Klauenseuche-Vakzine“, die noch im Seuchenzug der Jahre 1937 bis 1938 zum Einsatz kam und gegenüber dem bisherigen Hochimmunserum einen viel längeren Impfschutz sicherte. 1938 wurde Waldmann in die Deutsche Akademie der Naturforscher Leopoldina gewählt und 1940 außerplanmäßiger Professor an der Universität Greifswald, an der er sich 1923 habilitiert hatte.
Durch seine Forschungsergebnisse war Waldmann für die Verleihung des Nobelpreises im Gespräch. Aufgrund der Isolation Deutschlands während des Zweiten Weltkrieges kam es jedoch nicht hierzu. Später erhielt er jedoch als Anerkennung für seine Leistungen eine Ehrendoktorwürde.
Nach Kriegsende wurde er in der Sowjetischen Besatzungszone zunächst suspendiert und wirkte dann noch ab April 1946 zwei Jahre als Präsident des Riemser Instituts. Als ehemaliges NSDAP-Mitglied seit 1937 (Mitgliedsnummer 3.956.391) und trotz seiner außerordentlichen Lebensleistung wurde er als nicht „systemkonform“ aus dem Dienst entfernt und emigrierte mit 63 Jahren nach Argentinien. In Buenos Aires wurde er Leiter des Departamento de Vacunas des Instituto National de La Fiebre Aftosa. Nach seiner Rückkehr nach Deutschland 1953 arbeitete er in der MKS-Abteilung der Bayer AG in Köln, da ihm ein Rentenanspruch versagt worden war.
Sein Sohn war der Dramatiker Dieter Waldmann. Die Tochter Elisabeth heiratete nach dem Krieg Heinz-Christoph Nagel, der seit 1933 Assistent Waldmanns war.

## Schriften
- Die lose Wand des Pferdes. Druckerei zum Gutenberg, Magdeburg 1913.
- als Hrsg. mit Eugen Gildemeister und Eugen Haagen: Handbuch der Viruskrankheiten. Mit besonderer Berücksichtigung ihrer experimentellen Erforschung. 2 Bände. Fischer, Jena 1939.
- Die Erforschung und Bekämpfung der Viruskrankheiten (= Bremer Beiträge zur Naturwissenschaft. Band 6, Heft 1, und Schriften der Bremer Wissenschaftlichen Gesellschaft. Reihe G). Geist, Bremen 1940.